# Yngvars saga víðförla

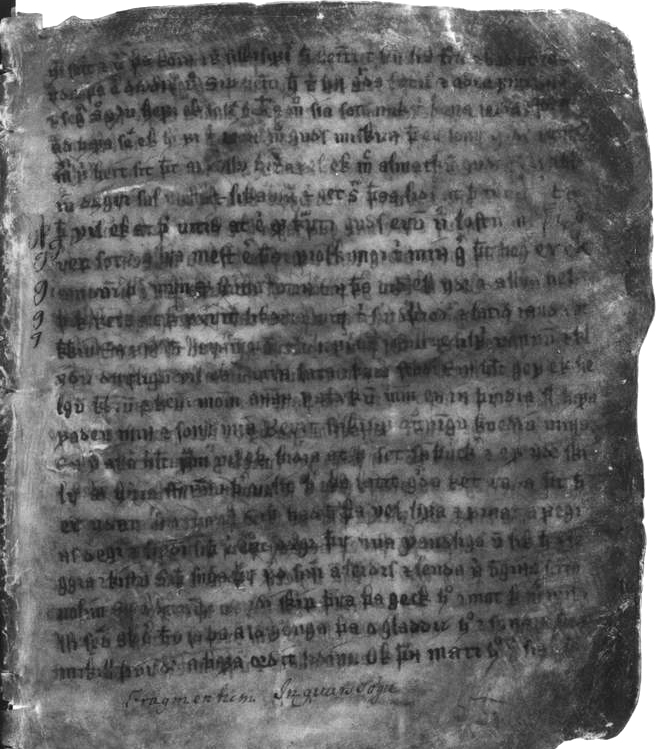
Un folio del manuscrito GKS 2845 4° de Yngvars saga víðförla, colección Árni Magnússon.

Yngvars saga víðförla es una saga legendaria supuestamente escrita por Oddr Snorrason en el siglo XII. Los investigadores han sido escépticos con la autoría pero en años más recientes ha ganado más aceptación.
La saga describe como se desarrolló la última campaña vikinga en el Caspio en el año 1041 d. C., sumando mucha leyenda a hechos históricos. La expedición tuvo su origen en Suecia, liderada por Ingvar el Viajero que se dirigía a la tierra de los sarracenos, Serkland. Aparentemente, tomaron parte en la batalla de Sasireti, durante un periodo de guerra civil en el reino de Georgia. 
Existen unas decenas de piedras rúnicas levantadas en memoria de los vikingos que murieron en la incursión, la mayoría se encuentran en el lago Mälaren, región de Uppland en Suecia. Una piedra del hermano de Ingvar indica que fue al Este en busca de oro pero murió en tierra sarracena.
Los participantes fueron incluso seleccionados entre diferentes husby (distritos o aldeas), y  24 de las 26 piedrás rúnicas de Ingvar pertenecían a Suecia (en el sentido contemporáneo de país: Svealand) y 2 de los territorios gautas de Östergötland. Los folkland de Attundaland no tomaron parte probablemente a propósito para disponer de una fuerza defensiva en Suecia, mientras la mayor parte de fuerzas armadas estaban lejos.
El rey Anund Jacobo era hermano de Ingegerd Olofsdotter quien se casó con Yaroslav I el Sabio que conquistó Kiev en 1019 a su hermano Sviatopolk I de Kiev. Este triunfo fue posible con la ayuda de los varegos, y según la saga de Ingvar, fueron liderados por su padre Eymund. 
Más tarde Yaroslav tuvo problemas con los pechenegos, una tribu nómada. La expedición permaneció algunos años en Kiev luchando contra ellos, y hasta 1042 no siguieron su camino hacia el Mar Negro llegando a Särkland.